# الحرقان (صنعاء القديمة)

تعديل مصدري - تعديل

حارة الحرقان هي إحدى حارات مدينة صنعاء القديمة، بلغ تعداد سكانها 2784 نسمة حسب تعداد اليمن لعام 2004.